# Knorr von Rosenroth (schlesisches Adelsgeschlecht)

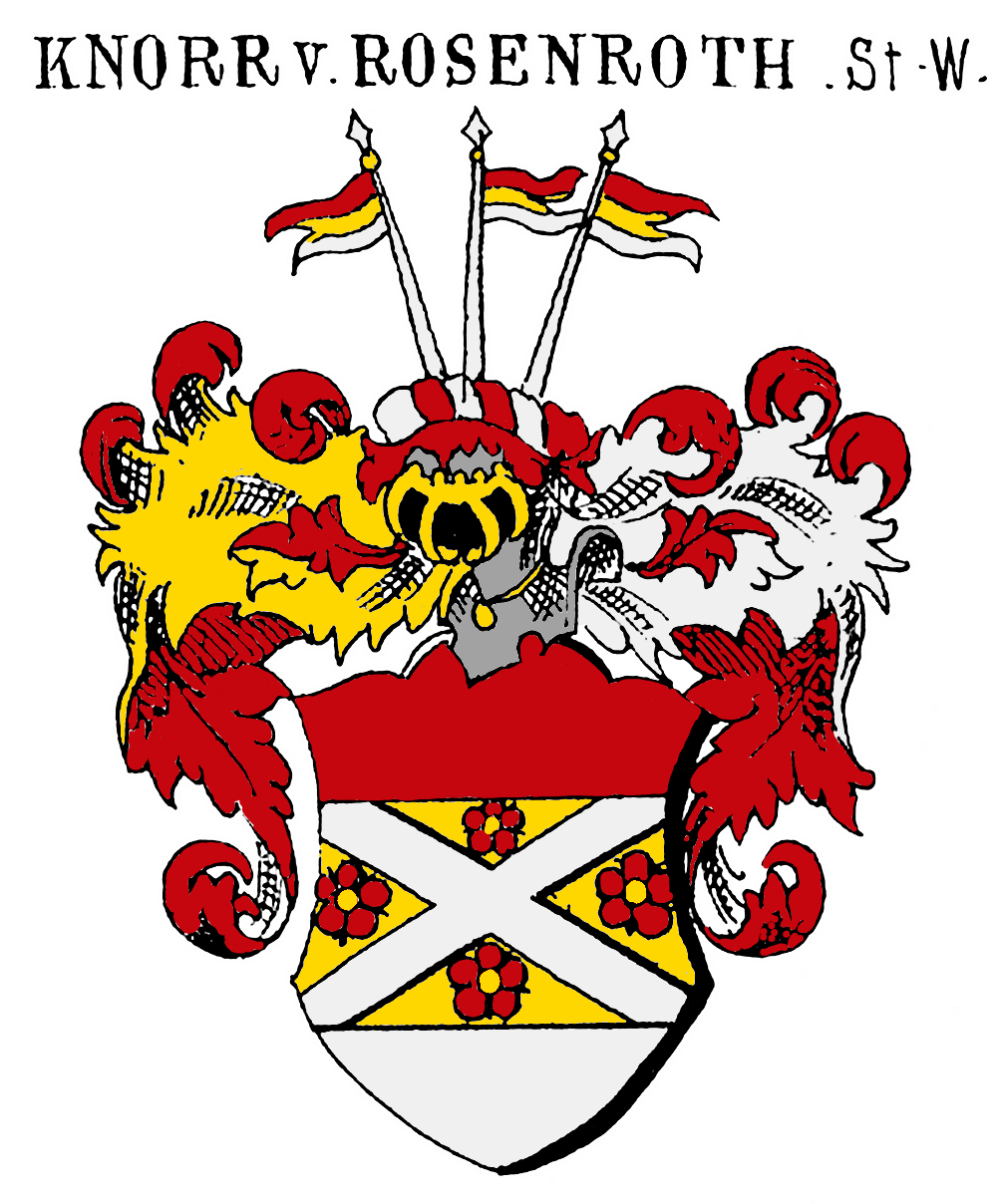
Stammwappen in Siebmachers Wappenbuch, nachkoloriert

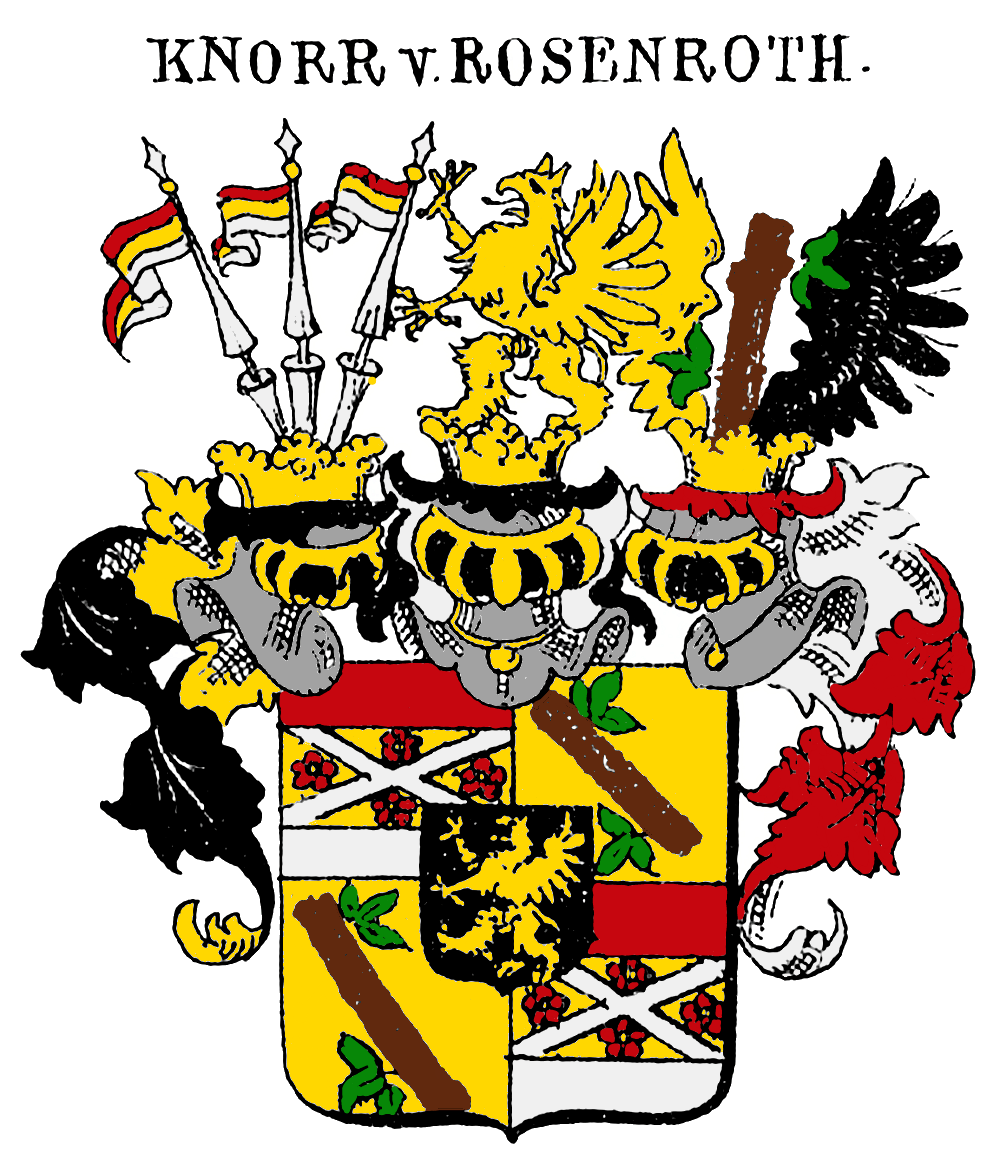
Freiherrenwappen in Siebmachers Wappenbuch, nachkoloriert

Die Familie Knorr von Rosenroth ist ein schlesisches Adelsgeschlecht.
Es besteht keine Stammesverwandtschaft zu dem gleichnamigen hessischen Geschlecht, das von der schlesischen Familie den Namen und das Wappen übernahm. Die österreichische Adelsfamilie Knorr dagegen soll der Überlieferung nach eine Linie der Knorr von Rosenroth sein.

## Geschichte
Die Stammlinie erscheint erstmals mit Laurentius Knorr, der 1535 als Rat des Herzogs Karl I. von Münsterberg-Oels von Kaiser Maximilian I. mit dem Prädikat „von Rosenroth“ in den Adelsstand erhoben wurde. 1549 erhielt das Geschlecht eine Wappenverbesserung.
Sein Nachfahre Abraham Benedikt Knorr von Rosenroth wird 1635 erwähnt. Er habe sich um Alt Raudten im Herzogtum Wohlau verdient gemacht.
Dessen 1636 geborener Sohn Christian Knorr von Rosenroth war als Universalgelehrter Mittelpunkt des Sulzbacher Musenhofes und Übersetzer der Kabbala. 1668 wurde er von Leopold I. in den Freiherrenstand erhoben. Er erwarb das Schloss Großalbershof, wo er 1689 starb.
Christian Knorr von Rosenroths Sohn Johann Christian Knorr von Rosenroth war Legationsrat und Kammerjunker beim Herzog von Braunschweig-Wolfenbüttel und Gesandter auf dem immerwährenden Reichstag in Regensburg. 1710 veräußerte er das Schloss Großalbershof an Marquard Leopold von Schütz.
Christian Knorr von Rosenroths Neffe Christian Anton Philipp Knorr von Rosenroth hatte als Landesbestellter der Fürsten und Stände in Ober- und Niederschlesien parlamentarische Aufgaben inne. Er war ebenfalls als Dichter tätig.
Im Juli 2011 erklärte eine als Ehrengast geladene Nachfahrin von Abraham Knorr von Rosenroth im Rahmen einer Feierstunde zum 375. Geburtstag von Christian Knorr von Rosenroth in Großalbershof, dass sie zusammen mit ihrer Schwester die letzte ihres Namens sei. „Es gab immer mehr Töchter als Söhne, die den Namen hätten weitergeben können.“ Im August 2022 besuchte eine andere Nachfahrin Christian Knorr von Rosenroths aus den Niederlanden Großalbershof.

## Wappen

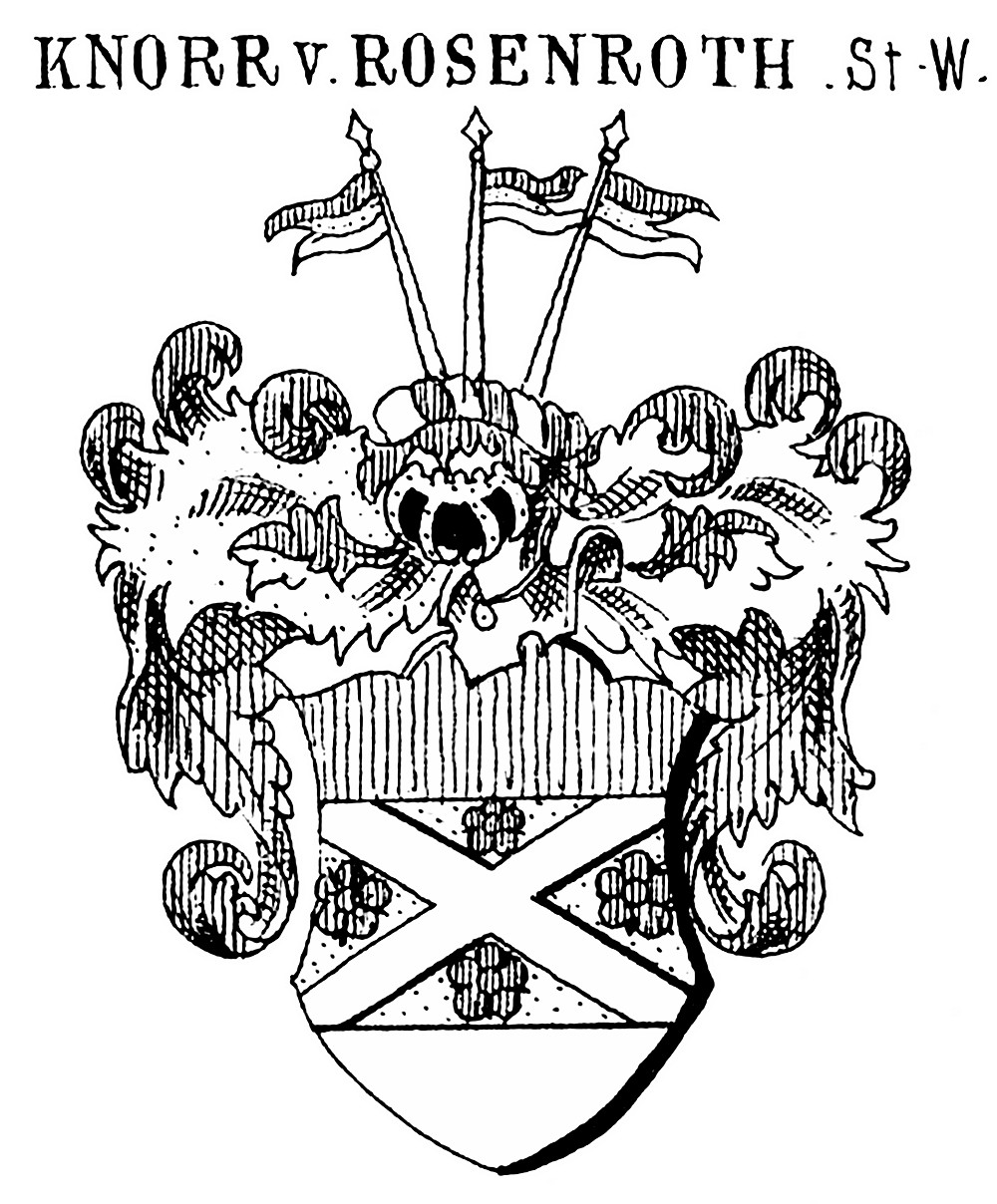
Stammwappen in Siebmachers Wappenbuch

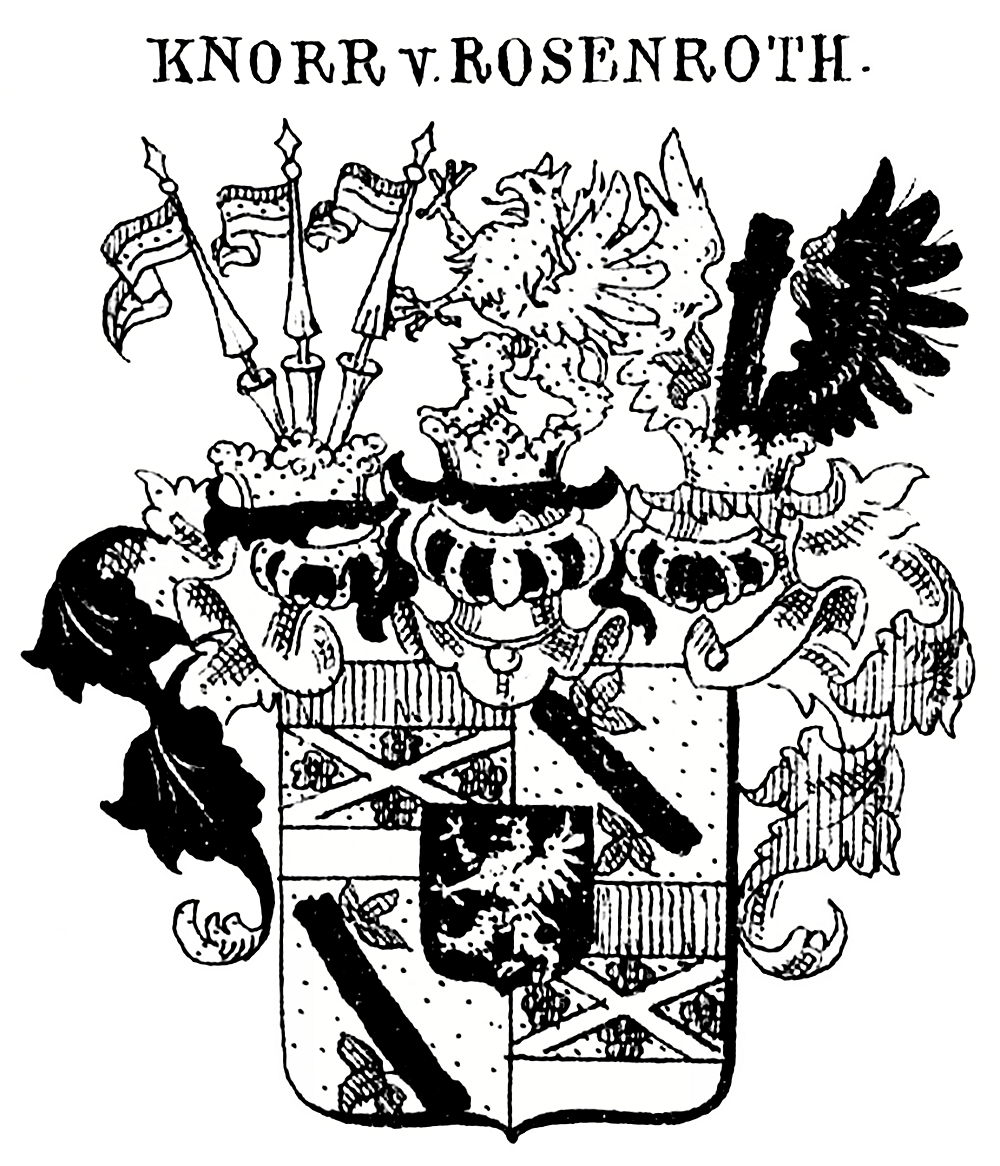
Freiherrenwappen in Siebmachers Wappenbuch

Stammwappen
Blasonierung: zweimal geteilt, oben rot, mittig Gold, unten weiß, in der Mitte mit kreuzweisen Stäben belegt. Dabei in jedem blanken Teil eine rote Rose, zusammen vier Rosen. Ein Helm mit rot-weißem Wulst, darauf drei Fahnenstangen mit Fähnchen in den Wappenfarben rot-gold-weiß.
Freiherrenwappen
quadrierter Schild, im Feld 1 und 4 das Stammwappen, in 2 und 3 in Gold ein schräger Holzbalken mit zwei Blättern; Herzschild ein Greif. Drei gekrönte Helme, rechts mit den drei Fähnlein, mittig mit dem Greif, links ein offener Flug mit dem Holzbalken in der Mitte.
Im Buch „Der Schlesische Adel“ von 1728 wird das Wappen wie folgt beschrieben: Ein quadrierter Schild, dessen erstes und viertes Quartier oben rot und unten weiß ist. Dazwischen eine Straße mit kreuzweisen Stäben belegt. Dabei in jedem blanken Teil eine rote Rose, zusammen vier Rosen. Im zweiten und dritten blauen Felde ein roter „Knorren“ (ein abgehauener Stamm mit Wurzeln und Zweigen) mit grünen Blättern.
Auf diesem Schild stehen zwei gekrönte Helme. Der vordere trägt drei Fähnlein, in gelber und roter Farbe mit weißen Stangen. Auf dem anderen Helm ein gelber Adlerflügel, dabei die „Knorren“ wie im Schild. Die vordere Helmdecke weiß und rot, die hintere schwarz und gelb.

## Bekannte Familienmitglieder
- Abraham Benedikt Knorr von Rosenroth (1594–1654), Vater von Christian Knorr von Rosenroth, Gelehrter und Pfarrer
- Christian Knorr von Rosenroth (1636–1689), deutscher Universalgelehrter, Übersetzer und Dichter
- Christian Anton Philipp Knorr von Rosenroth (1653–1721), deutscher Jurist und Dichter, Neffe des Christian Knorr von Rosenroth
- Samuel Knorr von Rosenroth (1657–1720), Bürgermeister von Görlitz, Kurfürstlicher Rat[11]

- Johann Christian Knorr von Rosenroth (1670–1716), Sohn des Christian Knorr von Rosenroth, Wolfenbüttlischer Legationsrat und Kammerjunker sowie Gesandter für Braunschweig-Wolfenbüttel am Reichstag in Regensburg. Begraben mit Epitaph auf dem Gesandtenfriedhof in Regensburg bei der Dreieinigkeitskirche.